# Парамонова, Валентина Ивановна
Валентина Ивановна Парамонова (1903—1984) — советский радиохимик, лауреат Ленинской премии (1962).

## Биография
С 1930-х гг. преподаватель ЛГУ. Во время Великой Отечественной войны в эвакуации в Елабуге, потом в Саратове (1942—1944). С 1947 по 1984 год работала в Радиевом институте, с 1962 зав. лабораторией.
Участница советского атомного проекта.

## Награды и звания
- Доктор химических наук.
- Ленинская премия (1962) — за научные труды в области химических наук.
- Два ордена Трудового Красного Знамени;
- Орден «Знак Почёта»;
- Медали.

## Сочинения
- Спектроскопические методы в химии комплексных соединений. Сб. статей (под ред. Вдовенко В. М.; авторы: Яцимирский К. Б., Варшавский Ю. С., Колычев В. Б., Комаров Е. В., Никольский Б. П., Парамонова В. И., Суглобов Д. Н., Щербаков В. А., Пальчевский В. В. // М.: «Химия». — 268 с.
- Химия трансурановых и осколочных элементов. Сб. статей.(Авторы: Гринберг А. А., Никольский Б. П., Парамонова В. И. Петржак Г. И. и др.; ред. Вдовенко В. М.). // Л.: «Наука», 1967. — 182 с.
- Иониты в химической технологии. Сб. статей (Авторы: Высокоостровская Н. Б., Парамонова В. И. и др.; ред. Никольский Б. П., Романков П. Г.). // Л.: «Химия», 1982. — 416 с.

## Семья
- Муж — Борис Петрович Никольский (в 1937—1939 героически боролась за его освобождение из лагерей)[1].
  - Сын — Алексей Борисович Никольский (родился 4 октября 1934 г.), доктор химических наук, заслуженный деятель науки Российской Федерации (1999).